# Cladomelea longipes
Cladomelea longipes là một loài nhện trong họ Araneidae.
Loài này thuộc chi Cladomelea. Cladomelea longipes được Octavius Pickard-Cambridge miêu tả năm 1877.